# Semana del motor de Monterrey
La semana del motor de Monterrey (en inglés: «Monterey Car Week») es una semana de agosto en la cual se dan en Monterrey (California) y sus alrededores una serie de eventos relacionados con el mundo del automóvil.

## Concursos de elegancia de Pebble Beach
El concurso de elegancia de Pebble Beach tiene lugar en el último domingo de la Semana del Coche de Monterrey. Es un espectáculo en el que se muestran los vehículos más elegantes del mundo. Los beneficios del espectáculo son donados a organizaciones benéficas.

## Encuentro de coches deportivos de Rolex en Monterrey
Este evento (en inglés «Rolex Monterey Motorsports Reunion») conocido anteriormente como «Monterey Historics» hasta el 2010, se lleva a cabo el fin de semana final de la semana del motor de Monterrey en el circuito de WeatherTech Raceway Laguna Seca. Este evento de cuatro días de duración tiene a más de 500 participantes y, generalmente, consiste en una marca específica cada año. El sábado y domingo anterior al evento se lleva a cabo un preencuentro.

## Subastas
En el evento se llevan a cabo múltiples subastas de coches clásicos en diferentes días y lugares de la península de Monterrey. Estas son organizadas por casas de subastas como Bonhams, RM Auctions, Russo and Steele, Gooding & Company, Mecum Auctions y Rick Cole Auctions. El total de ventas en 2014 sumó 463 744 226$ de beneficios, siendo la venta más alta un Ferrari 250 GTO berlinetta de 1962 por 38 115 000$

## Jet Center Party
La Jet Center Party, anteriormente llamada la Motorworks Revival, es un evento por invitación que se lleva a cabo en el Monterey Jet Centre el miércoles anterior a los concursos de Pebble Beach. Este evento está considerado el inicio de la semana del motor y es organizado por Gordon McCall, en él se exponen coches genuinos y aviones privados.

## Leyendas del Autobahn
Leyendas del Autabahn (en inglés: «Legends of the Autobahn») es un evento consistente en coches alemanes. Empezó como un evento del club BMW de Estados Unidos y fue creciendo hasta incluir a todos los coches alemanes. Este evento es gratuito para el público y se lleva a cabo en el club de golf de Monterrey «Nickaus Club»

## Encuentro de Porsche
El Encuentro de Porsche (en inglés: «The Porsche Werks Reunion») es un evento que engloba a los coches de la marca Porsche que fue establecido en 2014 después de separarse de Leyendas del AutoBahn. En el primer evento fueron expuestos 519 coches. Este evento se lleva a cabo en el club de golf "Rancho Canadá" en Carmel Valley

## The Quail, A Motorsports Gathering
The Quail, A Motorsports Gathering (normalmente solo llamado The Quail, en español: La Codorniz) es un espectáculo de coches limitado a 200 automóviles que se lleva a cabo en el club de golf "The Quail". Un máximo de 3000 entradas son vendidas y en el evento se juzgan diferentes categorías entre las que está "el mejor del espectáculo", que se clasifica para el "mejor de mejores", una competición que toma al mejor de cada uno de los ocho espectáculos de alrededor del mundo que en él participan en un evento que se celebra en París (Francia).

## Concorso Italiano
En el Concorso Italiano se muestran coches Italianos. Se lleva a cabo en el campo de golf "Bayonet & Blackhorse"